# Edmund Hlawka

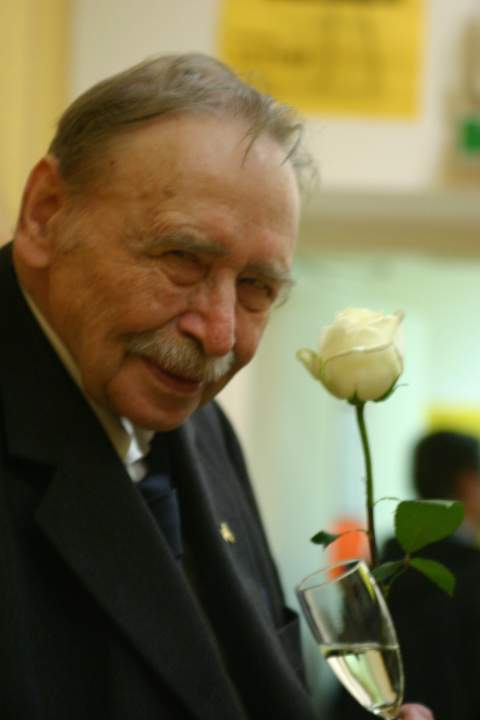
Edmund Hlawka in november 2003.

Edmund Hlawka (Bruck an der Mur, 5 november 1916 - Wenen, 19 februari 2009) was een Oostenrijks wiskundige. Hij was een belangrijk getaltheoreticus. 
Hlawka  werkte het grootste deel van zijn loopbaan aan de Technische Universiteit van Wenen. Hij was ook gastprofessor aan de Universiteit van Princeton en de Sorbonne.

## Werken
- (de)  Edmund Hlawka, Christa Binder, Peter Schmitt: Grundbegriffe der Mathematik. Prugg Verlag, Wien 1979. ISBN 3-85385-038-3.
- (de)  Edmund Hlawka, Theorie der Gleichverteilung. Bibliographisches Institut, 1979. ISBN 3-411-01565-9.
- (de)  Edmund Hlawka, Selecta (herausgegeben von Peter M. Gruber und Wolfgang M. Schmidt). Springer, Berlin 1990. ISBN 3-540-50623-3.
- (de)  Edmund Hlawka, Johannes Schoißengeier: Zahlentheorie - eine Einführung, Manz-Verlag, Wien 1979